# I'm Alive (chanson d'Elhaida Dani)
Pour les articles homonymes, voir I'm Alive.
Chansons représentant l'Albanie au Concours Eurovision de la chanson
One Night's Anger
(2014) Fairytale
(2016)
I'm Alive (en français « Je suis vivante ») est la chanson d'Elhaida Dani qui représente l'Albanie au Concours Eurovision de la chanson 2015 à Vienne.
Le 19 mai 2015, lors de la 1re demi-finale, elle termine à la 10e place avec 62 points et est qualifiée pour la finale le 23 mai 2015, au cours de laquelle elle termine à la 17e place avec 34 points.